# Lotta Nevalainen
Lotta Nevalainen (6 de septiembre de 1994) es una deportista finlandesa que compitió en natación, especialista en el estilo libre. Ganó dos medallas en el Campeonato Europeo de Natación en Piscina Corta, plata en 2012 y bronce en 2010.

## Palmarés internacional
| Campeonato Europeo en Piscina Corta | Campeonato Europeo en Piscina Corta | Campeonato Europeo en Piscina Corta | Campeonato Europeo en Piscina Corta |
| Año                                 | Lugar                               | Medalla                             | Prueba                              |
| ----------------------------------- | ----------------------------------- | ----------------------------------- | ----------------------------------- |
| 2010                                | Eindhoven (Países Bajos)            | Medalla de bronce                   | 4 × 50 m libre                      |
| 2012                                | Chartres (Francia)                  | Medalla de plata                    | 4 × 50 m libre                      |